# Haswell (microarchitecture)
Pour l’article homonyme, voir Haswell (Durham).
Sandy Bridge Skylake
Haswell est la micro-architecture de processeurs x86-64 d'Intel qui succède à la micro-architecture Sandy Bridge à partir du 4 juin 2013.
Cette architecture éponyme se décline en deux familles de processeurs ci-après détaillées : Haswell (du même nom) et Broadwell.
Le tout, selon le schéma suivant :
- micro-architecture Sandy Bridge :
  - famille de processeurs Sandy Bridge, gravés en 32 nm
  - famille de processeurs Ivy Bridge, gravés en 22 nm
- micro-architecture Haswell :
  - famille de processeurs Haswell, gravés en 22 nm
  - famille de processeurs Broadwell, gravés en 14 nm

## Principales caractéristiques
Caractéristiques supposées : 
- Augmentation de la taille de certains registres et mémoires tampons[3],[4]
- Nouveaux systèmes d'économie d'énergie, ajout des modes de veille C8, C9 et C10[5]
- Nouveau jeu d'instructions AVX2[6] (Advanced Vector Extensions), et instructions Fused multiply-add (FMA3)
- La partie graphique évolue par deux fois avec cette micro-architecture : si la famille de micro-processeurs Haswell embarque un cœur graphique de génération 7.5 prenant en charge DirectX 11.1, OpenGL 4.0 et OpenCL 1.2, celle de Broadwell embarque un cœur graphique de génération 8, prenant en charge DirectX 11.2, OpenGL 4.4 et OpenCL 2.0.

- La partie Intel Quick Sync Video (en) se dote de nouvelles fonctionnalités, telles que la stabilisation d'image
- Régulateur de tension dans le processeur, à côté du circuit[7]

Haswell et FIVR.
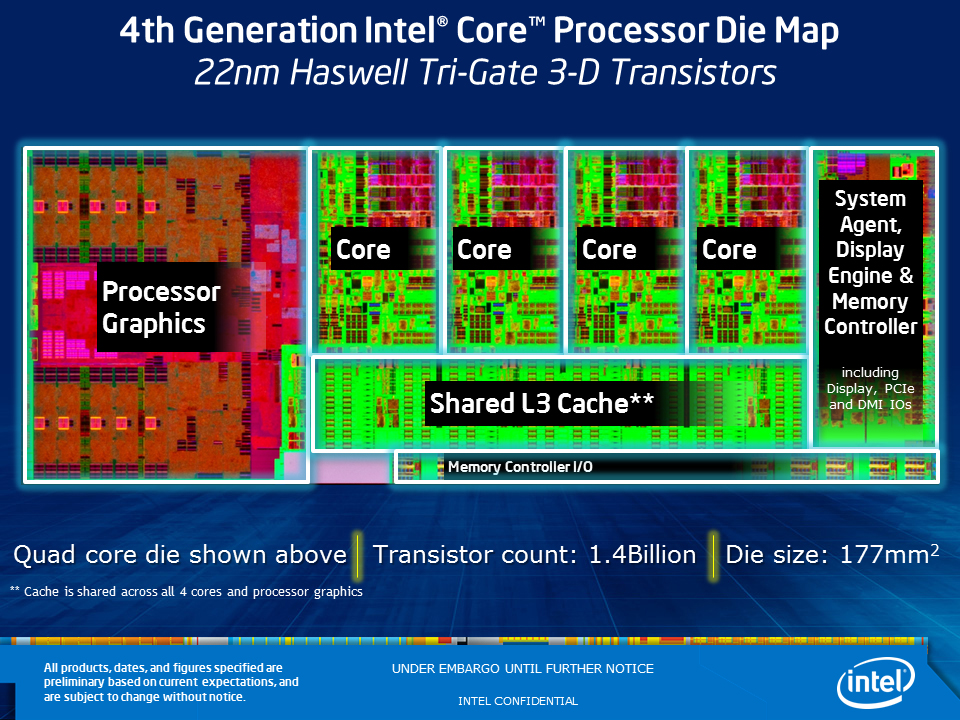
Circuits intégrés de 4e génération.

Selon la stratégie tic-tac d'Intel, cette micro-architecture est déclinée en deux familles de microprocesseurs : d'abord Haswell, gravée en 22 nm, puis Broadwell, gravée en 14 nm.

## Famille Haswell
Haswell est la famille de microprocesseurs qui succède à Ivy Bridge. Les processeurs de cette famille utilisent l'architecture Haswell, sont gravés en 22 nm.

### Modèles pour ordinateurs de bureau
Notes :
- les modèles « K » possèdent un coefficient multiplicateur débloqué, les modèles « S » ont une fréquence d'horloge réduite et une plus faible consommation d’énergie (-22 % environ).
- Tous les modèles Core i3, Core i5 et Core i7 embarquent un processeur graphique intégré (IGP) GT2 (HD 4000)[8], sauf ceux datant de 2014. Les IGP marqués d'une étoile (*) sont des modèles GT1, les IGP marqués de deux étoiles (**) sont des modèles GT2. Certains modèles, souvent de 2014, embarquent déjà l'HD 4600 (GT3) et sont marqués à l'aide de trois étoiles (***).

| Modèle           | Cœurs (threads) | Fréquence | Fréquence | Fréquence             | Cache      | Cache       | Cache | Mult. | Tension | Révision (Sspec) | TDP (W)           | bus      | Socket   | Référence | Commercialisation | Commercialisation | Commercialisation |
| Modèle           | Cœurs (threads) | Cœurs     | Turbo     | IGP                   | L1         | L2          | L3    | Mult. | Tension | Révision (Sspec) | TDP (W)           | bus      | Socket   | Référence | Début             | Fin               |                   |
| ---------------- | --------------- | --------- | --------- | --------------------- | ---------- | ----------- | ----- | ----- | ------- | ---------------- | ----------------- | -------- | -------- | --------- | ----------------- | ----------------- | ----------------- |
| Core i3          |                 |           |           |                       |            |             |       |       |         |                  |                   |          |          |           |                   |                   |                   |
| Core i3-4160     | 2 (4)           | 3,6 GHz   |           | 350 à 1150 MHz***     |            |             | 3 Mio |       |         |                  | 54                |          | LGA 1150 |           | Q3'14             |                   |                   |
| Core i3-4350     | 2 (4)           | 3,6 GHz   |           | 1150 MHz***           |            | 512 kio     | 4 Mio |       |         |                  | 54                |          | LGA 1150 |           | Q2'14             |                   |                   |
| Core i5          |                 |           |           |                       |            |             |       |       |         |                  |                   |          |          |           |                   |                   |                   |
| Core i5-4570TE   | 2 (4)           | 2,7 GHz   | 3,3 GHz   | 350 à 1000 MHz        |            |             | 4 Mio |       |         |                  | 35                |          | LGA 1150 |           | Q2'13             |                   |                   |
| Core i5-4570T    | 2 (4)           | 2,9 GHz   | 3,6 GHz   | 1150 MHz              |            |             | 4 Mio |       |         |                  | 35                |          | LGA 1150 |           | Q2'13             |                   |                   |
| Core i5-4670T    | 4 (4)           | 2,3 GHz   | 3,3 GHz   | 1200 MHz              |            |             | 6 Mio |       |         |                  | 45                |          | LGA 1150 |           | Q2'13             |                   |                   |
| Core i5-4430S    | 4 (4)           | 2,7 GHz   | 3,2 GHz   | 1100 MHz              |            |             | 6 Mio |       |         |                  | 65                |          | LGA 1150 |           | Q2'13             |                   |                   |
| Core i5-4570S    | 4 (4)           | 2,9 GHz   | 3,6 GHz   | 1150 MHz              |            |             | 6 Mio |       |         |                  | 65                |          | LGA 1150 |           | Q2'13             |                   |                   |
| Core i5-4430     | 4 (4)           | 3,0 GHz   | 3,2 GHz   | 1100 MHz              |            |             | 6 Mio |       |         |                  | 84                |          | LGA 1150 |           | Q2'13             |                   |                   |
| Core i5-4670S    | 4 (4)           | 3,1 GHz   | 3,8 GHz   | 1200 MHz              |            |             | 6 Mio |       |         |                  | 65                |          | LGA 1150 |           | Q2'13             |                   |                   |
| Core I5-4460     | 4 (4)           | 3,2 GHz   | 3,4 GHz   | 1100 MHz***           |            |             | 6 Mio |       |         |                  | 84                |          | LGA 1150 |           | Q2'14             |                   |                   |
| Core i5-4570     | 4 (4)           | 3,2 GHz   | 3,6 GHz   | 1150 MHz              |            |             | 6 Mio |       |         |                  | 84                |          | LGA 1150 |           | Q2'13             |                   |                   |
| Core i5-4590     | 4 (4)           | 3,3 GHz   | 3,7 GHz   | 1150 MHz***           |            |             | 6 Mio |       |         |                  | 84                |          | LGA 1150 |           | Q2'14             |                   |                   |
| Core i5-4670     | 4 (4)           | 3,4 GHz   | 3,8 GHz   | 1200 MHz              |            |             | 6 Mio |       |         |                  | 84                |          | LGA 1150 |           | Q2'13             |                   |                   |
| Core i5-4670K    | 4 (4)           | 3,4 GHz   | 3,8 GHz   | 1200 MHz              |            |             | 6 Mio |       |         |                  | 84                |          | LGA 1150 |           | Q2'13             |                   |                   |
| Core i5-4690K    | 4 (4)           | 3,5 GHz   | 3,9 GHz   | 1200 MHz              |            |             | 6 Mio |       |         |                  | 88                |          | LGA 1150 |           | Q2'14             |                   |                   |
| Core i7          |                 |           |           |                       |            |             |       |       |         |                  |                   |          |          |           |                   |                   |                   |
| Core i7-4765T    | 4 (8)           | 2,0 GHz   | 3,0 GHz   | 1200 MHz              |            |             | 8 Mio |       |         |                  | 35                |          | LGA 1150 |           | Q2'13             |                   |                   |
| Core i7-4700EQ   | 4 (8)           | 2,4 GHz   | 3,4 GHz   | 400 à 1000 MHz        |            |             | 6 Mio |       |         |                  | 47 (37 à 1,7 GHz) |          | LGA 1150 |           | Q2'13             |                   |                   |
| Core i7-4770T    | 4 (8)           | 2,5 GHz   | 3,7 GHz   | 1200 MHz              |            |             | 8 Mio |       |         |                  | 45                |          | LGA 1150 |           | Q2'13             |                   |                   |
| Core i7-4770S    | 4 (8)           | 3,1 GHz   | 3,9 GHz   | 1200 MHz              |            |             | 8 Mio |       |         |                  | 65                |          | LGA 1150 |           | Q2'13             |                   |                   |
| Core i7-4770     | 4 (8)           | 3,4 GHz   | 3,9 GHz   | 1200 MHz              |            |             | 8 Mio |       |         |                  | 84                |          | LGA 1150 |           | Q2'13             |                   |                   |
| Core i7-4770K    | 4 (8)           | 3,5 GHz   | 3,9 GHz   | 1250 MHz              |            |             | 8 Mio |       |         |                  | 84                |          | LGA 1150 |           | Q2'13             |                   |                   |
| Core i7-4790     | 4 (8)           | 3,6 GHz   | 4,0 GHz   | 1200 MHz              |            |             | 8 Mio |       |         |                  | 84                |          | LGA 1150 |           | Q2'14             |                   |                   |
| Core i7-4790K    | 4 (8)           | 4,0 GHz   | 4,4 GHz   | 1250 MHz***           |            |             | 8 Mio |       |         |                  | 88                |          | LGA 1150 |           | Q2'14             |                   |                   |
| Xeon             |                 |           |           |                       |            |             |       |       |         |                  |                   |          |          |           |                   |                   |                   |
| Xeon E3-1220L v3 | 2 (4)           | 1,1 GHz   | 1,3 GHz   | -                     | 2 × 64 Kio | 2 × 256 Kio | 4 Mio |       |         |                  | 13                |          | LGA 1150 |           |                   |                   |                   |
| Xeon E3-1230L v3 | 4 (8)           | 1,8 GHz   | 2,8 GHz   | -                     | 4 × 64 Kio | 4 × 256 Kio | 8 Mio |       |         |                  | 25                | LGA 1150 |          |           |                   |                   |                   |
| Xeon E3-1268L v3 | 4 (8)           | 2,3 GHz   | 3,3 GHz   | 350 MHz** (1 000 MHz) | 4 × 64 Kio | 4 × 256 Kio | 8 Mio |       |         |                  | 45                | LGA 1150 |          |           |                   |                   |                   |
| Xeon E3-1265L v3 | 4 (8)           | 2,5 GHz   | 3,7 GHz   | 350 MHz* (1 200 MHz)  | 4 × 64 Kio | 4 × 256 Kio | 8 Mio |       |         |                  | 45                | LGA 1150 |          |           |                   |                   |                   |
| Xeon E3-1275L v3 | 4 (8)           | 2,7 GHz   | 3,9 GHz   | 350 MHz (1 200 MHz)   | 4 x 32 Kio | 4 x 256 Kio | 8 Mio |       |         |                  | 35                | LGA 1150 |          |           |                   |                   |                   |
| Xeon E3-1285L v3 | 4 (8)           | 3,1 GHz   | 3,9 GHz   | 350 MHz** (1 250 MHz) | 4 × 64 Kio | 4 × 256 Kio | 8 Mio |       |         |                  | 65                | LGA 1150 |          |           |                   |                   |                   |
| Xeon E3-1220 v3  | 4 (4)           | 3,1 GHz   | 3,5 GHz   | -                     | 4 × 64 Kio | 4 × 256 Kio | 8 Mio |       |         |                  | 80                | LGA 1150 |          |           |                   |                   |                   |
| Xeon E3-1225 v3  | 4 (4)           | 3,2 GHz   | 3,6 GHz   | 350 MHz** (1 200 MHz) | 4 × 64 Kio | 4 × 256 Kio | 8 Mio |       |         |                  | 84                | LGA 1150 |          |           |                   |                   |                   |
| Xeon E3-1230 v3  | 4 (8)           | 3,3 GHz   | 3,7 GHz   | -                     | 4 × 64 Kio | 4 × 256 Kio | 8 Mio |       |         |                  | 80                | LGA 1150 |          |           |                   |                   |                   |
| Xeon E3-1240 v3  | 4 (8)           | 3,4 GHz   | 3,8 GHz   | -                     | 4 × 64 Kio | 4 × 256 Kio | 8 Mio |       |         |                  | 80                | LGA 1150 |          |           |                   |                   |                   |
| Xeon E3-1245 v3  | 4 (8)           | 3,4 GHz   | 3,8 GHz   | 350 MHz** (1 200 MHz) | 4 × 64 Kio | 4 × 256 Kio | 8 Mio |       |         |                  | 84                | LGA 1150 |          |           |                   |                   |                   |
| Xeon E3-1270 v3  | 4 (8)           | 3,5 GHz   | 3,9 GHz   | -                     | 4 × 64 Kio | 4 × 256 Kio | 8 Mio |       |         |                  | 80                | LGA 1150 |          |           |                   |                   |                   |
| Xeon E3-1275 v3  | 4 (8)           | 3,5 GHz   | 3,9 GHz   | 350 MHz** (1 250 MHz) | 4 × 64 Kio | 4 × 256 Kio | 8 Mio |       |         |                  | 84                | LGA 1150 |          |           |                   |                   |                   |
| Xeon E3-1280 v3  | 4 (8)           | 3,6 GHz   | 4 GHz     | -                     | 4 × 64 Kio | 4 × 256 Kio | 8 Mio |       |         |                  | 82                | LGA 1150 |          |           |                   |                   |                   |
| Xeon E3-1285 v3  | 4 (8)           | 3,6 GHz   | 4 GHz     | 350 MHz** (1 300 MHz) | 4 × 64 Kio | 4 × 256 Kio | 8 Mio |       |         |                  | 84                | LGA 1150 |          |           |                   |                   |                   |

### Modèles pour ordinateurs portables
Note : les IGP marqués d'une étoile (*) sont des modèles HD 4000 (GT2), les IGP marqués de deux étoiles (**) sont des modèles HD 4600 (GT3).
| Modèle         | Cœurs (threads) | Fréquence | Fréquence | Fréquence            | Cache | Cache | Cache | Mult. | Tension | Révision (Sspec) | TDP  | bus | Socket   | Référence       | Commercialisation | Commercialisation |
| Modèle         | Cœurs (threads) | Cœurs     | Turbo     | IGP                  | L1    | L2    | L3    | Mult. | Tension | Révision (Sspec) | TDP  | bus | Socket   | Référence       | Début             | Fin               |
| -------------- | --------------- | --------- | --------- | -------------------- | ----- | ----- | ----- | ----- | ------- | ---------------- | ---- | --- | -------- | --------------- | ----------------- | ----------------- |
| Core i7        |                 |           |           |                      |       |       |       |       |         |                  |      |     |          |                 |                   |                   |
| Core i7-4700MQ | 4 (8)           | 2,4 GHz   | 3,4 GHz   | 400 MHz (1150 MHz)** |       |       | 6 Mio |       |         |                  | 47 W |     | FCPGA946 | CW8064701470702 |                   |                   |
| Core i7-4800MQ | 4 (8)           | 2,7 GHz   | 3,7 GHz   | 400 MHz (1300 MHz)** |       |       | 6 Mio |       |         |                  | 47 W |     |          | BX80647I74800MQ |                   |                   |
| Core i7-4900MQ | 4 (8)           | 2,8 GHz   | 3,8 GHz   | 400 MHz (1300 MHz)** |       |       | 8 Mio |       |         |                  | 47 W |     |          | BX80647I74900MQ |                   |                   |
| Core i7-4930MX | 4 (8)           | 3,0 GHz   | 3,9 GHz   | 400 MHz (1350 MHz)** |       |       | 8 Mio |       |         |                  | 57 W |     |          |                 |                   |                   |
| Core i3        |                 |           |           |                      |       |       |       |       |         |                  |      |     |          |                 |                   |                   |
| Core i3-4000M  | 2 (4)           | 2.4 GHz   |           | 400 MHz              |       |       | 3 Mio |       |         |                  | 37 W |     | FCPGA946 |                 |                   |                   |

### Prise en charge de la partie graphique
Pour utiliser la partie graphique de Haswell sous Linux, il faut au minimum :
- Linux 3.8.2
- Mesa 9.1
- Le pilote xf86-video-intel 2.21.3

La prise en charge sous Linux de ces puces s'étend à OpenGL 3.5 et OpenGL ES 3.1,.
OpenCL 1.2 est pris en charge sous Linux au moyen de la bibliothèque Beignet.
À la date du 16 février 2016, Vulkan est pris en charge à titre expérimental.

## Famille Broadwell
Pour les articles homonymes, voir Broadwell.
Broadwell est la famille de microprocesseurs qui succède à Haswell. Les processeurs de cette famille sont gravés en 14 nm.
Selon la stratégie tic-tac d'Intel, Haswell représente un « tac » et Broadwell, un « tic ».

### Les différents modèles
Cette famille de microprocesseurs se décline en modèles pour PC de bureau et en modèles pour PC portables :
- Broadwell-Y : Intel Core M (références Core M-5Y70, M-5Y10a et M-5Y10), comportant 2 cœurs CPU avec hyper-threading, un cache L3 de 4 Mo et un processeur graphique HD Graphics de 8e génération doté de 24 unités d'exécution. Ces processeurs sont destinés à l'intégration dans des ordinateurs et tablettes à refroidissement passif, et l'accent a été mis sur la réduction du TDP comparé à la famille de microprocesseurs précédente (Haswell)[17],[18].
- Broadwell-U : Celeron (références 3205U et 3755U) et Pentium (référence 3805U) d'une part, comportant 2 cœurs CPU sans hyper-threading, un cache L3 de 2 Mo et un processeur graphique HD Graphics de 8e génération doté de 12 unités d'exécution ; Core i3 (références i3-5005U, i3-5010U et i3-5157U)/i5 (références i5-5200U, i5-5250U, i5-5300U, i5-5350U, i5-5257U et i5-5287U)/i7 (références i7-5500U, i7-5550U, i7-5600U, i7-5650U et i7-5557U) d'autre part, comportant 2 ou 4 cœurs CPU avec hyper-threading, un cache L3 de 3 Mo (Core i3/i5) ou 4 Mo (Core i7) et un processeur graphique HD Graphics de 8e génération doté de 24 (HD Graphics 5500) ou 48 (HD Graphics 6000 et Iris Graphics 6100) unités d'exécution selon les modèles[19].
- Broadwell-H : modèles en socket BGA (références Core i5-5575R, i5-5675R, i5-5350H, i7-5700HQ, i7-5775R, i7-5750HQ, i7-5850HQ et i7-5950HQ) ou LGA (références Core i5-5675C et i7-5775C ; ces modèles, débloqués au niveau du coefficient multiplicateur, sont dédiés à l'overclocking) comportant 2 cœurs CPU avec hyper-threading ou 4 cœurs CPU sans hyperthreading (Core i5) ou encore 4 cœurs CPU avec hyperthreading (Core i7), un cache L3 de 4 Mo (Core i5) ou 6 Mo (Core i7) et un processeur graphique HD Graphics de 8e génération doté soit de 24 unités d'exécution (HD Graphics 5600 équipant le Core i7-5700HQ) soit de 48 unités d'exécution et d'un cache L4 de 128 Mo en eDRAM (Iris Pro Graphics 6200 équipant tous les autres modèles)[20].

### Prise en charge de la partie graphique
Pour utiliser la partie graphique de Broadwell sous Linux, il faut au minimum :
- Linux 3.15
- Mesa 10.2.2
- Le pilote xf86-video-intel 2.99.911

La prise en charge sous Linux de ces puces s'étend à OpenGL 4.5, OpenGL ES 3.1 et Vulkan 1.0.
OpenCL 1.2 est pris en charge sous Linux au moyen de la bibliothèque Beignet.